# 南條早映

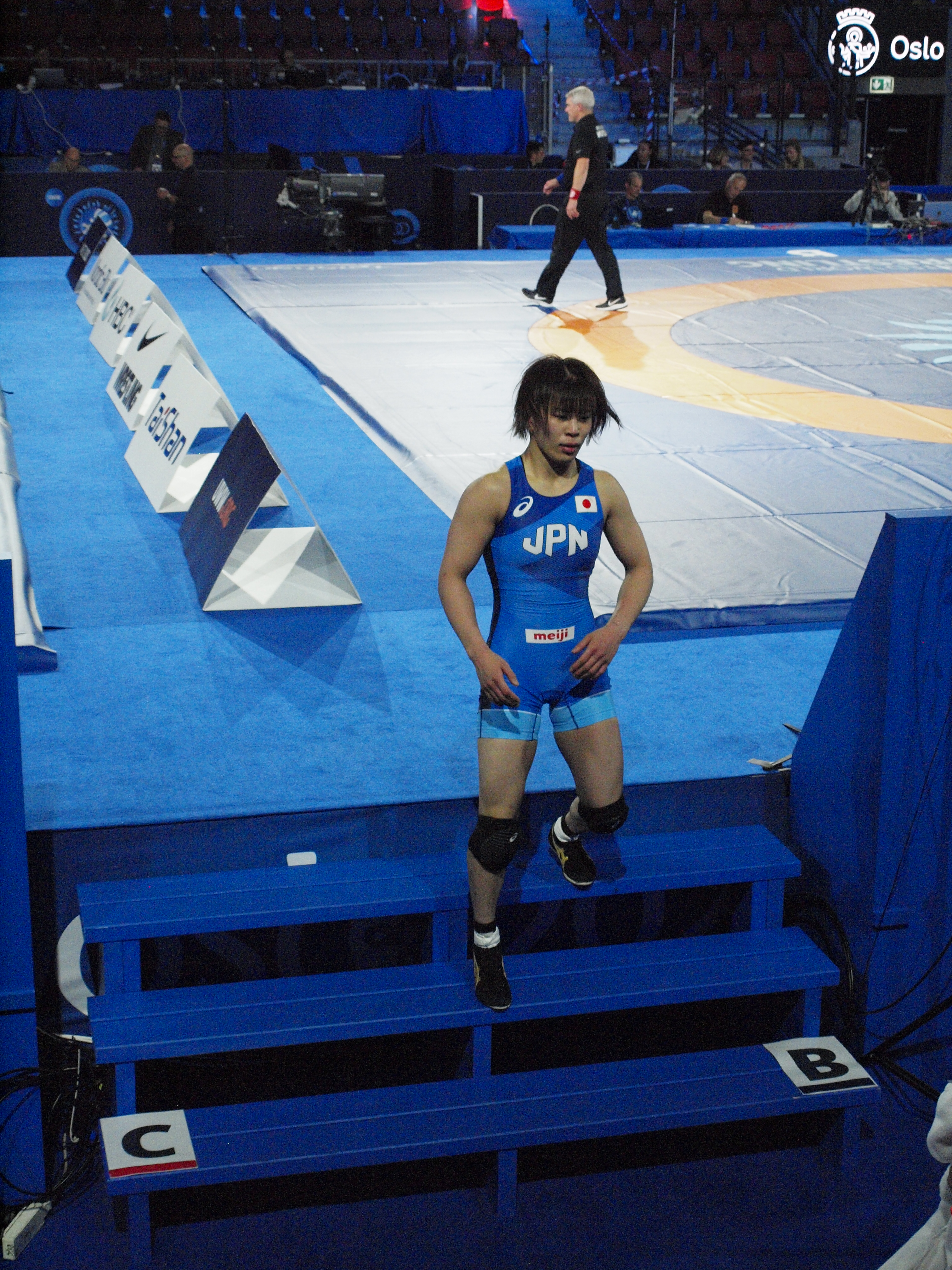
2021年世界選手権での南條

南條 早映（なんじょう さえ、1999年7月15日 - ）は、兵庫県出身の女子レスリング選手である。至学館大学卒。階級は55kg級。身長161cm。叔父はリオデジャネイロオリンピック女子柔道代表チーム監督を務めた南條充寿。3人兄妹であり、兄が2人いる。2022年4月より東新住建に入社し、レスリング部に所属。

## 来歴
吹田市民レスリング教室に所属していた小学生時代には全国少年少女選手権大会で4度の優勝を飾った。中学からは東京にあるJOCエリートアカデミーの所属となった。稲付中学1年の時に早くも全国中学選抜選手権で優勝すると、その後3連覇を果たした。全国中学生選手権と全日本女子オープン選手権中学生の部では、2年の時からそれぞれ2連覇を達成した。
安部学院高校へ進学すると、1年の時にはサラエボで開催された世界カデット選手権52kg級で3位となった。2年の時にはアジアカデット選手権とインターハイの56kg級で優勝すると、全日本選手権でも非オリンピック階級の55kg級決勝で至学館大学の角谷萌々果を5-2で破ってシニアの全国大会初優勝を飾った。この際に東京オリンピックは57kg級で出場を目指すと述べた。続くヤリギン国際大会でシニアの国際大会初優勝を果たした。3年の時にはアジア選手権の55kg級で優勝した。世界ジュニアでは準決勝まで圧勝するも、決勝ではキューバの選手に6-4で辛勝して優勝した。2018年には至学館大学へ進学した。1年の時にはクリッパン国際大会、ワールドカップ 、ジュニアクイーンズカップジュニアの部で優勝した。全日本選抜選手権と世界ジュニアでは2位だった。2年の時には世界ジュニアで2年ぶり2度目の優勝を果たした。U-23世界選手権でも優勝を果たした。全日本選手権では優勝した。3年の時には全日本選手権で2連覇した。4年の時には全日本選抜選手権で優勝した。世界選手権では準決勝で東京オリンピック銅メダリストのヘレン・マルーリスに4－6で敗れるも3位になった。全日本選手権では2位だった。2022年からは東新住建の所属となった。U-23世界選手権では2度目の優勝を飾った。全日本選手権では準決勝で世界チャンピオンである育英大学3年の櫻井つぐみを破るなどして優勝した。2023年のアジア選手権で優勝した。2023年6月の全日本選抜選手権では櫻井に2－5で敗れて2位だった。7月の世界選手権57㎏級代表決定プレーオフでは櫻井から2ポイントを先取するも、終了直前に2ポイントを取り返されて内容差で敗れた。続いて非オリンピック階級である世界選手権59㎏級代表決定プレーオフでは、57㎏級オリンピック2連覇の金城梨沙子に終了間際に逆転ちするなどして優勝した。世界選手権では準々決勝で敗れて、敗者復活戦に進めなかった。全日本選手権では決勝で田南部夢叶を破って優勝した。

## 主な戦績
- 2012年 -　JOC杯カデットの部　2位（43kg級）
- 2012年 -　全日本女子オープン選手権（中学生の部）2位（44kg級）
- 2012年 -　全国中学選抜選手権　優勝（44kg級）
- 2013年 -　JOC杯カデットの部　2位（46kg級）
- 2013年 -　全国中学生選手権　優勝（48kg級）
- 2013年 -　全日本女子オープン選手権（中学生の部）　優勝（48kg級）
- 2013年 -　全国中学選抜選手権　優勝（48kg級）
- 2014年 -　ジュニアクイーンズカップ カデットの部　2位（49kg級）
- 2014年 -　JOC杯カデットの部　2位（49kg級）
- 2014年 -　アジアカデット選手権　2位（49kg級）

以降は52kg級での戦績
- 2014年 -　全国中学生選手権　優勝
- 2014年 -　全日本女子オープン選手権（中学生の部）　優勝
- 2014年 -　全国中学選抜選手権　優勝
- 2015年 -　クリッパン女子国際大会　カデットの部　2位
- 2015年 -　ジュニアクイーンズカップ カデットの部　優勝
- 2015年 -　JOC杯カデットの部　3位
- 2015年 -　世界カデット選手権　3位
- 2015年 -　全日本女子オープン選手権（高校生の部）　優勝
- 2015年 -　全日本選手権　5位（53kg級）
- 2016年 -　クリッパン女子国際大会　カデットの部　優勝（56kg級）
- 2016年 -　ジュニアクイーンズカップ カデットの部　2位（56kg級）
- 2016年 -　JOC杯カデットの部　2位（56kg級）

以降は55kg級での戦績
- 2016年 -　全日本選抜選手権　5位（55kg級）
- 2016年 -　アジアカデット選手権　優勝（56kg級）
- 2016年 -　インターハイ　優勝（56kg級）
- 2016年 -　全日本選手権　優勝
- 2017年 -　ヤリギン国際大会　優勝
- 2017年 -　ジュニアクイーンズカップ ジュニアの部　3位
- 2017年 -　アジア選手権 　優勝
- 2017年 -　世界ジュニア　優勝
- 2017年 -　全日本女子オープン選手権（シニアの部）　優勝（58kg級）

以降は57kg級での戦績
- 2017年 -　全日本選手権　3位
- 2018年 -　クリッパン国際大会　優勝
- 2018年 - ワールドカップ 優勝
- 2018年 -　ジュニアクイーンズカップ ジュニアの部　優勝（59kg級）
- 2018年 -　全日本選抜選手権　2位
- 2018年 -　世界ジュニア　2位（59kg級）
- 2019年 -　ジュニアクイーンズカップ ジュニアの部　優勝
- 2019年 -　全日本選抜選手権　3位
- 2019年 -　世界ジュニア　優勝（59kg級）
- 2019年 -　全日本学生選手権　優勝
- 2019年 -　U-23世界選手権　優勝
- 2019年 - ワールドカップ 優勝
- 2019年 -　全日本選手権　優勝
- 2020年 -　全日本選手権　優勝
- 2021年 -　全日本選抜選手権　優勝
- 2021年 -　世界選手権　3位
- 2021年 -　全日本選手権　2位
- 2022年 -　全日本選抜選手権　2位
- 2022年 -　U-23世界選手権　優勝
- 2022年 -　全日本選手権　優勝
- 2023年 -　ザグレブ・オープン　優勝
- 2023年 -　アジア選手権　優勝
- 2023年 -　全日本選抜選手権　2位
- 2023年 -　全日本選手権　優勝

（出典）